# Meydancık
Meydancık (kurmandschi: Duşa) ist ein früher von Jesiden bewohnter Weiler im Südosten der Türkei. Der Weiler liegt ca. 23 km südöstlich von Beşiri im gleichnamigen Landkreis Beşiri in der Provinz Batman. Der Ort befindet sich in Südostanatolien.

## Lage
Meydancık (Duşa) liegt ca. 2,5 km südöstlich von Kumgeçit (Bazîvan oder Bazîwan).

## Geschichte und Bevölkerung
Der ursprüngliche Name des Dorfes lautet Duşa. Durch die Türkisierung geographischer Namen in der Türkei wurden die Dörfer umbenannt. Meydancık (Duşa) ist heute ein weitgehend verlassenes Dorf.